# Старі Атаї
Ста́рі Ата́ї (рос. Старые Атаи, чув. Кивĕ Атикасси) — присілок у Чувашії Російської Федерації, центр Староатайського сільського поселення Красночетайського району.
Населення — 312 осіб (2010; 382 в 2002, 552 в 1979, 825 в 1939, 887 в 1926, 641 в 1897, 523 в 1869, 145 в 1795). Національний склад — чуваші, росіяни, мордовці.
Національний склад (2002):
- чуваші — 98 %

## Історія
Історична назва — Атаєва. Засновано як околоток Старий присілку Атаї (нині у складі Старих Атаїв). До 1835 року селяни мали статус державних, до 1863 року — статус удільних, займались землеробством, тваринництвом, виробництвом коліс. 1897 року відкрито церковнопарафіяльну школу. На початку 20 століття діяло 3 вітряки, крупорушка. 1930 року створено колгосп «Літак». До 1920 року присілок входив до складу Вильської та Атаєвської волостей Курмиського (у період 1835–1863 років — у складі Атаєвського удільного приказу), до 1927 року — до складу Ядринського повіту. З переходом на райони 1927 року — спочатку у складі Красночетайського, у період 1962–1965 років — у складі Шумерлинського, після чого знову переданийдо складу Красночетайського району.

## Господарство
У присілку діють фельдшерсько-акушерський пункт, клуб, бібліотека, пошта та відділення банку, стадіон, їдальня та 2 магазини.